# 1185
Évszázadok: 11. század – 12. század – 13. század
Évtizedek: 1130-as évek – 1140-es évek – 1150-es évek – 1160-as évek – 1170-es évek – 1180-as évek – 1190-es évek – 1200-as évek – 1210-es évek – 1220-as évek – 1230-as évek
Évek: 1180 – 1181 – 1182 – 1183 –  1184 – 1185 – 1186 – 1187 – 1188 – 1189 – 1190

## Események
- A Péter és testvére Aszen vezette bolgár felkelés győzelme a bizánciak felett, a második Bolgár Birodalom megalapítása.
- szeptember 12. – II. Iszaakiosz bizánci császár trónra lépése (1195-ben megfosztják trónjától, 1203-ban másodszor lép trónra, 1204-ig uralkodik).
- III. Béla békét köt II. Iszaakiosszal, visszaadja Bizáncnak Barancs és Belgrád várát.
- november 25. – III. Orbán pápa megválasztása (1187-ig uralkodik).[1]
- A lundi Katedralskolan alapítása. Ez Észak-Európa legrégibb iskolája.
- A Krakkó melletti Kleparzban megkezdik a Szent Flórián-templom építését, ami 1216-ra készül el.

## Születések
- április 23. – II. Alfonz portugál király († 1223)

## Halálozások
- március – IV. Balduin jeruzsálemi király[2] (* 1161)
- szeptember 12. – I. Andronikosz bizánci császár (* 1122)
- november 25. – III. Lucius pápa (* 1100 körül)[3]
- december 6. – I. Alfonz portugál király (* 1109)